# Wildcats du Kentucky
Les Wildcats du Kentucky (en anglais : Kentucky Wildcats) sont un club omnisports universitaire qui se réfèrent aux équipes sportives tant féminines que masculines représentant l'université du Kentucky et qui participent aux compétitions organisées par la NCAA au sein de sa Division I.
Les équipes sont membres de la Southeastern Conference (SEC) et ont participé à la Division Est (en anglais : East) de la SEC de 1992 jusqu'à ce que les divisions soient éliminées après l'année universitaire 2023-2024. Elles sont au nombre de 23 (12 féminines, 10 masculines, 1 mixte) sports.
Durant les années 1980, les équipes féminines étaient surnommées Lady Kats. En 1995, elles adoptent comme les garçons le surnom de Wildcats.
L'équipe la plus réputée des Wildcats est celle de basket-ball qui a été huit fois championne nationale (1948, 1949, 1951, 1958, 1978, 1996, 1998 et 2012). Les joueurs de basket les plus connus sont John Wall, DeMarcus Cousins, Eric Bledsoe, Rajon Rondo, Michael Kidd-Gilchrist, Anthony Davis, Bam Adebayo, Karl-Anthony Towns, Devin Booker, De'Aaron Fox, Shai Gilgeous-Alexander. La formation championne en 1948 a également fourni la base de l'équipe olympique qui gagna l'or à Londres.
Le campus et les installations sportives (comme le Kroger Field, la Rupp Arena, le Kentucky Proud Park (en) ou encore l'University of Kentucky Soccer Complex) sont situées à Lexington dans l'État du Kentucky.
La présente page développe principalement le football américain.

## Sports représentés
| Hommes                                      | Femmes            | Mixte       |
| ------------------------------------------- | ----------------- | ----------- |
| Athlétisme†                                 | Athlétisme†       | Tir sportif |
| Baseball                                    | Basket-ball       |             |
| Basket-ball                                 | Cross country     |             |
| Cross country                               | Football (soccer) |             |
| Football (soccer)                           | Golf              |             |
| Football américain                          | Gymnastique       |             |
| Golf                                        | Natation/Plongeon |             |
| Natation/Plongeon                           | Softball          |             |
| Tennis                                      | Stunt             |             |
|                                             | Tennis            |             |
|                                             | Volley-ball       |             |
| † – Athlétisme en salle et/ou en plein air. |                   |             |

1. ↑  Stunt, une discipline de cheerleading entièrement féminine qui met l'accent sur l'acrobatie, est devenue un sport officiel de la NCAA en 2023 dans le cadre de son programme Emerging Sports for Women (en).

## Football américain

Autre logo.

### Descriptif en fin de saison 2024
- Couleurs :   (bleu et blanc)[1]

- Dirigeants :
  - Directeur sportif : Mitch Barnhart (en)
  - Entraîneur principal : Mark Stoops (en), 12e saison, 77-73 (51,3 %)

- Stade
  - Nom : Kroger Field
  - Capacité : 61 000
  - Surface de jeu : pelouse naturelle
  - Lieu : Lexington, Kentucky

- Conférence[2] :
  - Actuelle : Southeastern Conference (Division Est, 1992 à 2023)
  - Anciennes : Indépendants de 1915 à 1920 et Southern Intercollegiate Athletic Association (SIAA) de 1921 à 1932

- Internet :
  - Nom site Web : ukathletics
  - URL : https://ukathletics.com

- Bilan des matchs :
  - Victoires : 656 (50,1 %)
  - Défaites : 654
  - Nuls : 44

- Bilan des Bowls :
  - Victoires : 12 (52,2 %)
  - Défaites : 11
  - Nuls : 0

- College Football Playoff :
  - Apparitions : 0
  - Bilan : -
  - Apparitions en College Football Championship Game : 0

- Titres :
  - Titres nationaux : 1 (1950)
  - Titres de la conférence : 2

- Joueurs :
  - Meilleures statistiques individuelles de l'histoire des Wildcats (en).
  - Vainqueurs du Trophée Heisman : 0
  - Sélectionnés All-American : 13

- Hymne : On, On, U of K (en) et Kentucky Fight (en)
- Mascotte : Le Chat sauvage (en anglais, Wildcat). Trois mascottes dénommées Blue (un lynx vivant), Scratch et The Wildcat[3]
- Fanfare : -

- Rivalités :
  - Cardinals de Louisville
  - Hoosiers de l'Indiana
  - Volunteers du Tennessee

### Histoire
L'équipe de football américain de Kentucky joue dans le Kroger Field (anciennement dénommé Commonwealth Stadium de 1973 à 2017), lequel a remplacé le Stoll Field en 1973.

#### L'ère Paul «Bear» Bryant
Paul « Bear » Bryant a été l'entraîneur principal de Kentucky pendant huit saisons. Sous sa coupe, les Wildcats remportent le Great Lakes Bowl de 1947, perdent l'Orange Bowl de 1950, remportent le Sugar Bowl 1951 et le Cotton Bowl Classic 1952. Dans les classements finals de l'Associated Press (AP), les Wildcats seront classés no 11 en 1949, no 7 en 1950, no 15 en 1951, no 20 en 1952 et no 16 en 1953.
Au moment du Sugar Bowl de 1951 et de la victoire contre les no 1 d'Oklahoma, les classements étaient édités avant les bowls. La NCAA n'avait jamais reconnu le champion national en fonction des bowls mais en 2004, elle demande à Jeff Sagarin d'utiliser son modèle électronique pour déterminer les équipes les mieux classées pour les années avant l'avènement du BCS. C'est ainsi que pour la saison 1950, Kentucky sera considéré comme le champion national.

#### L'ère Fran Curci
Les Wildcats de 1976, entraînés par Fran Curci, réclameront rétroactivement de partager le titre de champion de la SEC malgré la défaite encourue contre Mississippi State qui les empêche de disputer la finale de conférence (Mississippi State renoncera plus tard à cette victoire après avoir perdu la finale de conférence contre Georgia). Kentucky remporte le Peach Bowl, terminant no 18 du classement AP.
L'équipe de 1977 termine avec un bilan de 10–1 et est invanicue en conférence SEC. Elle est inéligible pour jouer un bowl à la suite de sanctions prises par la NCAA bien qu'ayant été classée no 6 par l'AP. Kentucky est classé derrière Penn State (no 5) bien qu'ayant battu cette équipe en saison régulière.

#### L'ère Jerry Claiborne
L'entraîneur principal Jerry Claiborne enmène les Wildcats au Hall of Fame Bowl 1983. En 1984, Kentucky joue à nouveau le Hall of Fame Bowl qu'il remporte en battant Wisconsin, terminant la saison avec un bilan de 9–3 tout en étant classé no 19 par l'AP.

#### L'ère Bill Curry
Les Wildcats jouent le Peach Bowl 1993 sous la conduite de l'entraîneur Bill Curry.

#### L'ère Hal Mumme
Hal Mumme dirige les Wildcats lors de l'Outback Bowl 1998 et lors du Music City Bowl 1999 mais le programme sera sanctionné à plusieurs reprises sévèrement sous sa conduite.

#### L'ère Guy Morriss
L'entraîneur Guy Morriss obtient un bilan de 7–5 en 2002 mais est inéligible pour jouer un bowl à la suite de sanctions prises par la NCAA.

#### L'ère Rich Brooks
L'entraîneur Rich Brooks (en) conduit son équipe à un bilan de 8-5 lors de la saison 2006, avec une mémorable victoire contre les champions en titre de Georgia, mettant un terme à une série de neuf défaites consécutives. Ils se qualifient pour la première fois à un bowl depuis 1999 et gagnent le Music City Bowl de 2006, 28 à 20 contre les Tigers de Clemson, première victoire à un bowl depuis 1984. Le 15 septembre 2007, les Wildcats gagnent le match contre les no 9 de Louisville 40 à 34. Il s'agit de leur première victoire contre une équipe du Top10 depuis leur victoire contre les no 4 de Penn State en 1977. Les Wildcats seront classés no 8 avant leur défaite à South Carolina le 4 octobre. Après cette défaite, Kentucky se rattrape en battant le 13 octobre, les no 1 de LSU lors d'un match historique se terminant après trois prolongations.
Le 31 décembre 2007, ils battent les Seminoles de Florida State 35 à 28 lors du Music City Bowl 2007 joué à Nashville dans le Tennessee. Il s'agit d'une seconde apparition consécutive à un bowl. Le quarterback Andre' Woodson (en) est élu MVP du bowl pour la seconde saison consécutive. Les trois dernières apparitions des Wildcats à un bowl l'ont été lors du Music City Bowl. Ils détiennent le nombre de participation à ce bowl pour une équipe issue de la SEC depuis 1998 année à laquelle la conférence s'est liée à ce bowl.
Le 2 janvier 2009, Kentucky se qualifie pour son troisième bowl consécutif, record de l'équipe. Après un mauvais départ lors du Liberty Bowl (menés 3 à 16), Kentucky effectue une remontée au score en seconde mi-temps et remporte le match 25 à 19 contre East Carolina. :Après un fumble commis par le RB d'East Carolina, le tacle défensif Ventrell Jenkins de Kentucky récupère le ballon qu'il porte pendant 50 yards pour inscrire le TD victorieux.

#### L'ère Joker Phillips
L'ancien wide receiver et ancien assistant de l'entraîneur Joker Phillips des Wildcats, est nommé entraîneur principal le 6 janvier 2010 après que Brooks ne prenne sa retraite. Dès sa première saison, il emmène son équipe au BBVA Compass Bowl de Birmingham à Alabama, perdant 27 à 10 contre Pittsburgh (les co-champions de la Conférence Big East). Néanmoins, les Wildcats ne se qualifieront plus pour un bowl au cours des six prochaines saisons. Le meilleur moment durant ces six années survient en 2011 lorsque Kentucky bat Tennessee pour la première fois depuis la saison 1984. Phillips est remercié en novembre 2012 en fin de saison.

#### L'ère Mark Stoops
Phillips est remplacé par Mark Stoops ancien coordinateur défensif des Gators de la Floride dont le frère aîné Bob Stoops est entraîneur principal des Sooners de l'Oklahoma.

### Rivalités
- Louisville (en)

Le premier match opposant Kentucky à Louisville date de 1912. La rivalité est relancée en 1994 après le succès rencontré depuis 1983 par les matchs opposant les équipes de basketball des deux universités. Le premier match de la nouvelle série de quatre matchs se joue au Commonwealth Stadium (actuellement dénommé le Kroger Field) jusqu'à ce que le Papa John's Cardinal Stadium (actuellement dénommé le L&N Federal Credit Union Stadium) ne soit terminé en 1997. Dès lors, les matchs se jouent en alternance entre Louisville et Lexington.
En fin de saison 2024, Kentucky possède 20 victoires pour 16 à Louisville. Kentucky avait battu les Cardinals lors de leurs 4 premières saisons et encore deux fois dans les années 1920, menant les statistiques avec 6 victoires sans défaite. Kentucky quitte alors la SIAA (en 1933) et devient membre de la Southeastern Conference. Ils ne rencontreront dès lors plus Louisville et il faudra attendre 70 ans pour que la rivalité renaisse.
En 2013, ce match devient le dernier match de la saison régulière des deux équipes, Louisville rejoignant la conférence ACC en 2014. Ce changement de programme correspond ainsi avec les autres matchs de rivalités opposant la SEC à l'ACC se déroulant également en fin de saison soit les matchs Georgia contre Georgia Tech, Florida contre Florida State et South Carolina contre Clemson.
Le 26 novembre 2016, Kentucky surprend les no 11 de Louisville en les battant 41 à 38 alors que les Cardinals étaient largement considérés comme les favoris par les bookmakers (de 27 points). Les Cardinals prennent leur revanche (44 à 17) lors de la saison 2017.
- Tennessee (en)

Tennessee et Kentucky se sont rencontrés à 109 reprises en 114 années.
Fin de saison 2024, Tennessee en avait remporté 85 et Kentucky 26 pour 9 nuls.
Comme la plupart des matchs de rivalité, celui-ci possède un trophée depuis de nombreuses années : un tonneau de bière en bois peint en bleu et orange. Il avait été créé en 1925 par un groupe d'anciens étudiants de Kentucky. Le tonneau avait été amené sur le terrain avec l'inscription Ice Waterb (eau glacée). Il a été décerné au vainqueur de 1925 à 1997. Ce trophée n'est plus remis depuis 1998 à la suite d'un accident dû à l'alcool et ayant entraîné le décès de deux joueurs de Kentucky.
- Indiana (en)

La rivalité avec Indiana est plus importante au niveau du Basketball. En football américain, elle est dénommée « Battle for the Bourbon Barrel » (bataille pour un baril de Bourbon). Le match s'est déroulé chaque année de 1987 à 2005, se jouant en alternance à Bloomington et à Lexington. Le trophée était un baril de Bourbon de 1987 jusqu'en 1999, année où les deux universités décident de retirer ce trophée à la suite d'un accident ayant entraîné la mort de deux joueurs de l'équipe de Kentucky à cause de l'alcool.
Fin de saison 2023, Indiana avait 18 victoires contre 17 pour Kentucky et 1 nul. Les équipes ne se sont plus rencontrées depuis 2005.
- Vanderbilt (en)

Le premier match entre les deux équipes a lieu en 1896 mais ce n'est que depuis 1953 que les équipes se rencontrent chaque année. Les équipes sont toutes deux membres de la Division Est de la SEC.
Fin de saison 2024, Kentucky avait obtenu 49 victoires pour 44 à Vanderbilt et 4 nuls.
- Mississippi State

La rivalité avec Mississippi State débute lorsque la SEC décide d'organiser régulièrement des matchs entre équipes de ses deux divisions. Les Bulldogs de Mississippi State sont attribués à Kentucky. Ils se rencontrent chaque année en alternance à Lexington et à Starkville. 
Fin de saison 2024, Kentucky avait obtenu 26 victoires pour 25 à Mississippi State.

### Palmarès
- Champion national

| Saison                         | Entraîneur  | Sélectionneurs | Bilan saison | Bowl            | Adversaire | Résultat |
| 1950                           | Bear Bryant | Sagarin Rating | 11–1         | Sugar Bowl 1951 | Oklahoma   | G, 17-7  |
| Titre de champion national : 1 |             |                |              |                 |            |          |

- Champion de conférence

| Saison                                                | Conférence | Entraîneur         | Bilan de saison | Bilan en conférence | Note |
| 1950                                                  | SEC        | Paul "Bear" Bryant | 11-1            | 5–1                 |      |
| 1976                                                  | SEC        | Fran Curci         | 9–3 ‡           | 5–1                 | ‡    |
| Titres de champion de conférence (†=co-champions) : 2 |            |                    |                 |                     |      |

‡ = Mississippi State renonce à sa victoire en 1976 contre Kentucky, si bien que Kentucky possède un bilan officiel en conférence de 5–1 tout en partageant le titre de champion de la SEC avec Georgia. Kentucky termine également la saison 1977 avec un bilan de 10–1 (6–0 SEC), mais n'est cependant pas éligible pour jouer le titre de champion de la SEC ni pour participer à un bowl à la suite d'une probation de la part de la NCAA.
- Bowls

| Saison                                    | Entraîneur           | Bowl                      | Adversaire     | Résultat |
| 1947                                      | Bear Bryant          | Great Lakes Bowl 1947     | Villanova      | G 24–14  |
| 1949                                      | Bear Bryant          | Orange Bowl 1950          | Santa Clara    | P, 13–21 |
| 1950                                      | Bear Bryant          | Sugar Bowl 1951           | Oklahoma       | G, 13–7  |
| 1951                                      | Bear Bryant          | Cotton Bowl Classic1952   | TCU            | G, 20–7  |
| 1976                                      | Fran Curci (en)      | Peach Bowl 1976           | North Carolina | G, 21–0  |
| 1983                                      | Jerry Claiborne (en) | Hall of Fame Classic 1983 | West Virginia  | P, 16–20 |
| 1984                                      | Jerry Claiborne (en) | Hall of Fame Classic 1984 | Wisconsin      | G, 20–19 |
| 1993                                      | Bill Curry           | Peach Bowl 1993           | Clemson        | P, 13–14 |
| 1998                                      | Hal Mumme (en)       | Outback Bowl 1999         | Penn State     | P, 14–26 |
| 1999                                      | Hal Mumme (en)       | Music City Bowl 1999      | Syracuse       | P, 13–20 |
| 2006                                      | Rich Brooks (en)     | Music City Bowl 2006      | Clemson        | G, 28–20 |
| 2007                                      | Rich Brooks (en)     | Music City Bowl 2007      | Florida State  | G, 35–28 |
| 2008                                      | Rich Brooks (en)     | Liberty Bowl 2009         | East Carolina  | G, 25–19 |
| 2009                                      | Rich Brooks (en)     | Music City Bowl 2009      | Clemson        | P, 13–21 |
| 2010                                      | Joker Phillips (en)  | BBVA Compass Bowl 2011    | Pittsburgh     | P, 10–27 |
| 2016                                      | Mark Stoops (en)     | TaxSlayer Bowl 2016       | Georgia Tech   | P, 18–33 |
| 2017                                      | Mark Stoops (en)     | Music City Bowl 2017      | Northwestern   | P, 23–24 |
| 2018                                      | Mark Stoops (en)     | Citrus Bowl 2019          | Penn State     | G, 27–24 |
| 2019                                      | Mark Stoops (en)     | Belk Bowl 2019            | Virginia Tech  | G, 37–30 |
| 2020                                      | Mark Stoops (en)     | Gator Bowl 2021           | NC State       | G, 23–21 |
| 2021                                      | Mark Stoops (en)     | Citrus Bowl 2022          | Iowa           | G, 20–17 |
| 2022                                      | Mark Stoops (en)     | Music City Bowl 2022      | Iowa           | P, 0–21  |
| 2023                                      | Mark Stoops (en)     | Gator Bowl 2023           | Clemson        | P, 35–38 |
| Bilan : 12 victoires, 11 défaites, 0 nuls |                      |                           |                |          |

## Palmarès national autres sports
- Basket-ball masculin :
  - Champion : 1948, 1949, 1951, 1958, 1978, 1996, 1998, 2012
  - Vice-champion : 1966, 1975, 1997, 2014
  - Final Four : 1942, 1984, 1993, 2011, 2015
- Cross-country féminin : 1988
- Tir sportif (rifle en anglais) : 2011, 2018, 2021, 2022
- Volley-ball féminin : 2020–21[a 1]

1. ↑  En raison du Covid-19, la NCAA a déplacé ses championnats dans les sports d'automne de la Division I, y compris le volleyball féminin, de l'automne 2020 au printemps 2021. La NCAA a qualifié le tournoi de l'édition «2020», mais a qualifié la saison de «2020–21».